# فری‌استایل موتورکراس

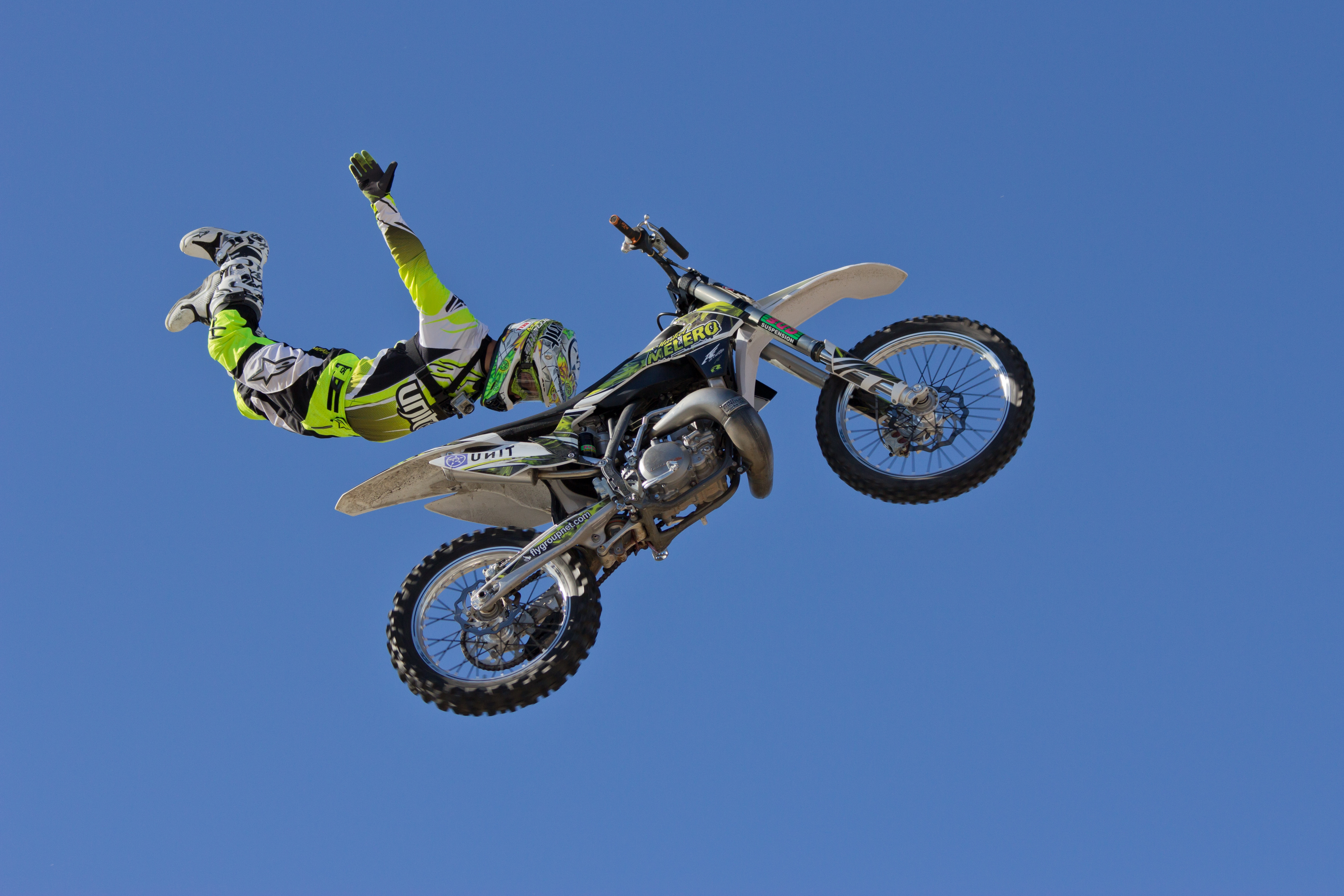
ورزشکار فری‌استایل در یک رقابت در اسپانیا

فری‌استایل موتورکراس (که همچنین به عنوان FMX شناخته می‌شود) نوعی از ورزش موتورکراس است که در آن موتورسواران سعی می‌کنند با پرش‌ها و حرکات نمایشی، نظر داوران را برای کسب امتیازات جلب کنند.

## انواع
سه نوع اصلی رویدادهای فری‌استایل موتور کراس به شرح زیر است:
- بیگ ایر: در این رویداد هر موتورسوار دو فرصت پرش دریافت می‌کند.[۱][۲] یک گروه از داوران سَبک، سختی حرکت و اصالت آن را ارزیابی کرده و امتیازی بین ۰ تا ۱۰۰ امتیاز را به حرکت انجام شده می‌دهند. بالاترین امتیازهای هر پرش مقایسه می‌شوند و بالاترین امتیاز برنده می‌شود.
- فری‌استایل موتورکراس: از بیگ ایر قدیمی‌تر است و در آن موتورسواران دو نمایش را اجرا می‌کنند که هر کدام بین ۹۰ ثانیه تا ۱۴ دقیقه طول می‌کشد. این حرکات در مسیری که شامل چندین پرش با طول‌ها و زوایای مختلف است و معمولاً یک تا دو هکتار مساحت را اشغال می‌کند، انجام می‌شوند. مانند حالت بیگ ایر، گروهی از داوران به هر شرکت‌کننده نمره‌ای بین ۰ تا ۱۰۰ امتیاز می‌دهند و به دنبال حرکات دشوار و تغییرات مثبت بر روی پرش‌ها هستند تا امتیازهای بالاتری را بدهند.
- فری‌رایدینگ: فری‌رایدینگ شکل اصلی فری‌استایل موتورکراس است که در تپه‌های جنوبی کالیفرنیا برای اولین بار انجام شد؛ به دلیل شرکت افراد حرفه‌ای مانند جرمی مک گراث و فیل لارنس در تپه‌های ریچ کنیون، در این مسابقات، سبک فری‌رایدینگ شکل اصلی فری‌استایل موتورکراس تصور می‌شود. این نوع فری‌استایل ساختار مشخصی ندارد و به‌طور سنتی بر روی زمین‌ها و عوارض طبیعی انجام می‌شود. برخی از فری‌رایدرها ترجیح می‌دهند بر روی تپه‌های شنی پرش کنند. از بسیاری جهات، فری‌رایدینگ به مهارت و توانایی ذهنی بیشتری نیاز دارد. مکان‌های برجسته فری‌رایدینگ شامل اُکوتیلا والز، تپه‌های شنی آلگودون و بومانت در کالیفرنیا و کینویل در یوتا است.

## مسابقات مرتبط
مسابقات برجسته فری‌استایل موتورکراس شامل موارد زیر می‌شوند:
- Red Bull X-Fighters
- NIGHT of the JUMPs
- ایکس گیمز
- Gravity Games
- Big-x
- Moto-X Freestyle National
- Dew Action Sports Tour

## تجهیزات

### تجهیزات موتورسواران
موتورسواران FMX معمولاً از تجهیزات مشابهی با مسابقات MX استفاده می‌کنند. این تجهیزات شامل کلاه‌خود، عینک، دستکش، چکمه، پیراهن، محافظ گردن، محافظ سینه و شلوار MX است. آنها ممکن است از زانو و آرنج بند نیز استفاده کنند. موتورسواران همچنین ممکن است از «زره بدن» برای حفاظت از سینه و پاها هنگام اجرای خطرناک‌ترین حرکات استفاده کنند.

### تغییرات موتور سیکلت
موتورسواران از موتور سیکلت‌های کراس با قطعات تغییر یافته برای کاهش وزن و بهبود عملکرد استفاده می‌کنند. آنها معمولاً فوم صندلی را کم می‌کنند تا دامنه حرکتی وسیع‌تری داشته و چسبندگی بهتری روی صندلی ایجاد کنند. استفاده از تثبیت‌کننده‌های فرمان نیز رایج است و به حفظ حرکت مستقیم لاستیک جلو کمک می‌کنند، به ویژه زمانی که انجام حرکات نیاز به رها کردن فرمان دارند. بسیاری از موتورسواران عرض فرمان را کوتاه‌تر می‌کنند تا گذاشتن پاها روی فرمان، برای انجام حرکاتی مانند «هیل‌کلیکر» یا «رودئو» راحت‌تر شود. سیم‌های اضافی مانند کابل‌های ترمز و کلاچ معمولاً به دور از فرمان هدایت می‌شوند تا از گیر کردن چکمه‌ها در آن‌ها جلوگیری شود. موتور و جزئیات مکانیکی موتور سیکلت FMX به‌طور کلی استاندارد هستند و نیاز به تنظیمات دقیق موتورهای مسابقه‌ای ندارند. موتورسواران همچنین ممکن است از «لولا» در فرمان خود استفاده کنند که به آنها در انجام حرکاتی مانند «بوسه مرگ پشتک از پشت» کمک می‌کند. «لولا» معمولاً یک صفحه فلزی یا لوله است که از فرمان خارج شده و به سمت مچ دست یا بازوی پایین موتورسوار می‌رود تا از چرخش موتورسوار در حین برگشت به عقب جلوگیری کند، در حالی که موتور سیکلت به حرکت خود ادامه می‌دهد. همچنین موتور سیکلت باید دارای سیستم تعلیق بسیار قوی و تایرهایی با کیفیت بسیار بالا باشند.

### تجهیزات مسابقات
- یکی از اجزای اصلی موتور فری‌استایل، گودال فوم است. این گودال‌ها از نظر اندازه متفاوت هستند اما معمولاً شامل جعبه‌ای مستطیلی پر از فوم خرد شده یا مکعبی هستند. موتورسوار FMX از یک رمپ پرش کرده و یکی از حرکات خطرناک یا پروتوتایپ را انجام می‌دهد و در صورت عدم موفقیت در فرود، به‌طور ایمن در فوم نرم فرود می‌آید.
- رمپ‌ها معمولاً از فلز ساخته می‌شوند تا لبه‌های رمپ ثابت بمانند.
- در مسابقات حرفه‌ای رمپ‌های فرود معمولاً از خاک ساخته می‌شوند. اگر رویداد منابع محدودی داشته باشد، رمپ‌های فرود ممکن است بر روی کامیون‌ها یا تریلرها ساخته شوند. با این حال، در هنگام فری‌رایدینگ، موتورسوار از رمپ خاکی به خاک پرش می‌کند.